# Phồn Trì
Phồn Trì (chữ Hán giản thể: 繁峙县, âm Hán Việt: Phồn Trì huyện) là một huyện thuộc địa cấp thị Hãn Châu, tỉnh Sơn Tây, Cộng hòa Nhân dân Trung Hoa. Huyện Phồn Trì có diện tích 2369 km², dân số năm 2003 là 240.000 người. Huyện Phồn Trì có 3 trấn và 10 hương.
- Trấn: Phồn Thành, Sa Hà, Đại Doanh.
- Hương: Hạnh Viên, Quang Du Bảo, Hak Như Việt, Tập Nghĩa Trang, Đông Sơn, Kim Sơn Phố, Hoành Giản, Bách Gia Trang, Thần Thường Bảo, Nham Đầu.